# Agafay
Agafay (franska: Agafay (CR), Agafay (Commune Rurale), arabiska: تمزكدة أوفتاس) är en kommun i Marocko.   Den ligger i prefekturen Marrakech och regionen Marrakech-Safi, i den centrala delen av landet, 300 km söder om huvudstaden Rabat. Antalet invånare är 11 079.